# Emile van de Meerakker
Emile van de Meerakker (Eindhoven, 14 februari 1981) is een voormalig profvoetballer die nu uitkomt voor hoofdklasser UNA uit Veldhoven. In het verleden kwam hij in de Eredivisie uit voor Willem II. 

## Carrière
Verdediger Van de Meerakker begon bij amateurclub Veloc met voetballen. Op 12-jarige leeftijd werd hij gescout door zowel PSV als Willem II. De keuze viel op de jeugdopleiding van de Tilburgers, mede omdat er bij PSV veel talenten uit het buitenland werden gehaald. Nederlandse jeugdspelers kregen hierdoor weinig kansen.
Op 7 februari 2003 maakte Van de Meerakker zijn Eredivisie-debuut in het eerste elftal van Willem II. Hij startte in de basis in een uitwedstrijd tegen FC Zwolle. Hij maakte de negentig minuten vol. Daarna kwam hij in dat seizoen nog tweemaal in actie in de Eredivisie. In het seizoen 2003/2004 maakte hij nog zijn opwachting in een Intertoto-wedstrijd tegen het Zwitserse FC Wil.
Omdat hij Joris Mathijsen voor zich moest dulden en hij in 2003 een zware blessure aan zijn linkerknie opliep, bleef zijn profcarrière beperkt tot vier wedstrijden. Begin 2004 tekende hij nog wel voor een half jaar bij FC Den Bosch, maar tot een wedstrijd in het eerste elftal kwam het niet. Hij vertrok uit het betaald voetbal en ging spelen bij de hoofdklasse-amateurs van UNA te Veldhoven.

## Bron
1. ↑  Betaald voetbal was niets voor mij